# Świątniki Dolne
Świątniki Dolne est une localité polonaise de la gmina de Gdów, située dans le powiat de Wieliczka en voïvodie de Petite-Pologne.